# メンブレノーム
メンブレノーム (Membranome)という用語は、対象に応じて異なる定義が存在する。
(1) メンブレノーム (Membranome) (細胞内小器官に基づく定義)は、特定の細胞に存在する生体膜群の組合せに関する情報総体を指す。英国の生物学者 Thomas Cavalier-Smithにより、表現型としての生体膜形態の分類を議論するために提案された。細胞質膜あるいは細胞内小器官を構成する生体膜の組成・形態に基づいて、細胞の進化の過程が議論されている。
(2) メンブレノーム (Membranome) (膜タンパク質に基づく定義)は、膜タンパク質の情報総体、あるいは、Membrane-ProteomeならびにLipidomeの組合せによる情報総体としても使用される。主として、膜タンパク質の構造・機能に着目されており、周辺に存在する脂質による効果が議論されている。
(3) メンブレノーム (Membranome) (二分子膜に基づく定義) は、生体膜やそれを模倣した二分子膜分子集合体（ベシクルなど）、ならびに、複数膜から成るシステムの構造・機能に関する情報総体である。生体膜・ベシクルは、(a)通常の条件では安定で、(b)潜在的な機能を保持し、(c)環境に応答してダイナミックに機能を誘導するなどの特徴がある。メンブレノーム研究では、個々の分子では誘導されず、二分子膜を構成する分子集合体上で誘導される特徴に着目し、化学的・生物物理学的な基礎研究から工学的応用まで検討されている。